# M Clan
M Clan és un grup espanyol de música rock. Els seus components són Carlos Tarque (veu) i Ricardo Ruipérez (guitarra). En el seu darrer treball els van acompanyar Iván González (baix), Coki Giménez (bateria) i Prisco (guitarra).
Ex-components del grup són: Santiago Campillo (guitarra), que formà part de M Clan des dels inicis de la banda fins a finals de l'any 2001, Juan Antonio Otero Oti, (bateria, membre original, fins al 2010), Pascual Saura (baix, membre original, fins al 2010) i Alejandro Climent, Boli, (teclats, des de l'àlbum Defectos personales fins al 2010), Carlos Raya (guitarra) i Iñigo Uribe (membre original, teclats, dos àlbums amb el grup), que va ser el primer d'abandonar la formació inicial.
Alguns col·laboradors habituals del grup són: Luis Prado (teclats, líder del grup Señor Mostaza), Juan Carlos Armero (percussió), Mavi Díaz (cors), Momo Cortés (cors) i Prisco Priscus (guitarra).

## Biografia
El grup es va crear a Múrcia el mes de març de 1993, amb Carlos Tarque, Santiago Campillo, Ricardo Ruipérez, Juan Antonio Otero, Pascual Saura i Íñigo Uribe com a membres fundadors, després que Tarque i Rupiérez coincidiren i decidiren unir-se en una nova banda. Ambdós s'havien conegut temps enrere durant el servei militar obligatori i, més tard, junts van formar El Clan de los Murciélagos, que aviat va passar a anomenar-se M-Clan. Van començar oferint concerts i gravant alguna maqueta de la que van treure un disc de vinil editat per Subterfuge, tot i que preferien tocar en directe.
El seu estil ha evolucionat des del rock d'influència meridional dels seus dos primers discs (Un buen momento i Coliseum) cap a sons més comercials, possiblement des del llançament del senzill «Llamando a la Tierra» (versió en castellà de la cançó «Serenade» de Steve Miller Band) en el seu disc Usar y tirar. Les diferències són notables al llarg dels seus àlbums, arribant a apropar-se de manera més clara al soul i el blues l'any 2010 amb Para no ver el final mitjançant la utilització de vent metall.
En el 1995 van firmar un contracte amb la discogràfica Discos Radiactivos Organizados, i fruit d'aquesta associació van viatjar a Memphis, Estats Units, per a gravar el seu primer àlbum, que seria titulat Un buen momento i sortiria a la venda aquell mateix any. Tot i això, aquest àlbum de debut no va aconseguir un elevat nombre de còpies venudes. Dos anys més tard es va publicar el seu segon treball, Coliseum, que tampoc va ser un èxit comercial, però que, per altra banda, i de la mateixa manera que havia passat amb l'anterior, va rebre crítiques molt positives. En aquesta època realitzaren dos gires, en les que van coincidir amb artistes reconeguts a nivell nacional i internacional.
Posteriorment Alejo Stivel va passar a ser el seu productor per al següent treball, Usar y tirar, l'any 1999, i això els va conduir a aconseguir major popularitat i un nivell de vendes més alt, doncs superaren les 200.000 còpies. Diversos temes d'aquest tercer àlbum, així com els dels dos anteriors, i altres vuit temes inèdits van aparèixer en la següent publicació, Sin enchufe, una gravació en viu i en acústic. Entre les noves cançons es troba «Carolina», una de les més conegudes de la banda pel públic en general, i dues versions de temes de Rod Stewart i de The Rolling Stones (en particular, una versió de la que van fer Los Salvajes sobre l'original de The Rolling Stones). La convivència durant l'àmplia gira derivada de l'èxit d'aquest àlbum va provocar que Santiago Campillo abandonés la banda degut a diferències entre els seus companys.
El seu substitut va ser Carlos Raya, amb qui van gravar el seu cinquè àlbum, Defectos personales, que no va ser produït per Stivel sinó per Nigel Walker i que va ser publicat l'any 2002, dos anys abans que Sopa Fría, àlbum en el que van recuperar a Stivel. L'any 2006 van editar el seu primer àlbum recopilatori, titulat Retrovisión 1995-2006 i en el que s'inclouen cançons d'Un buen momento, només una de Coliseum, tres d'Usar y tirar, tres de Sin enchufe, dos de Defectos personales, quatre de Sopa fría i dos temes inèdits, dels quals un es va convertir en senzill.
El seu vuitè treball, Memorias de un espantapájaros, es va publicar el 19 de febrer de 2008. D'aquest es va extreure com a primer single «Roto por dentro». A més, ja havien presentat alguns dels temes, com «Pasos de equilibrista», «Inmigrante» o «Las calles están ardiendo», en els concerts de la seva darrera gira. és el primer àlbum que produeix Carlos Raya per a M-Clan.
En el 2010 van tornar a treure nou disc, el 21 de setembre, que portava com a títol Para no ver el final, produït per Carlos Raya, però aquesta vegada amb Carlos Tarque i Ricardo Rupiérez al davant sense la resta de la formació habitual. Pascual Saura havia preferit abandonar el grup degut al seu estat de salut, prèviament a la gravació de l'àlbum, i desgraciadament va morir el 16 de desembre de 2010 d'un infart. En aquest àlbum, juntament amb Tarque i Rupiérez hi ha Coki Giménez com a bateria i Iván González com a baixista. El seu primer senzill va ser «Me voy a dejar llevar», al qual va seguir «Para no ver el final», el tema que donava títol a l'àlbum.

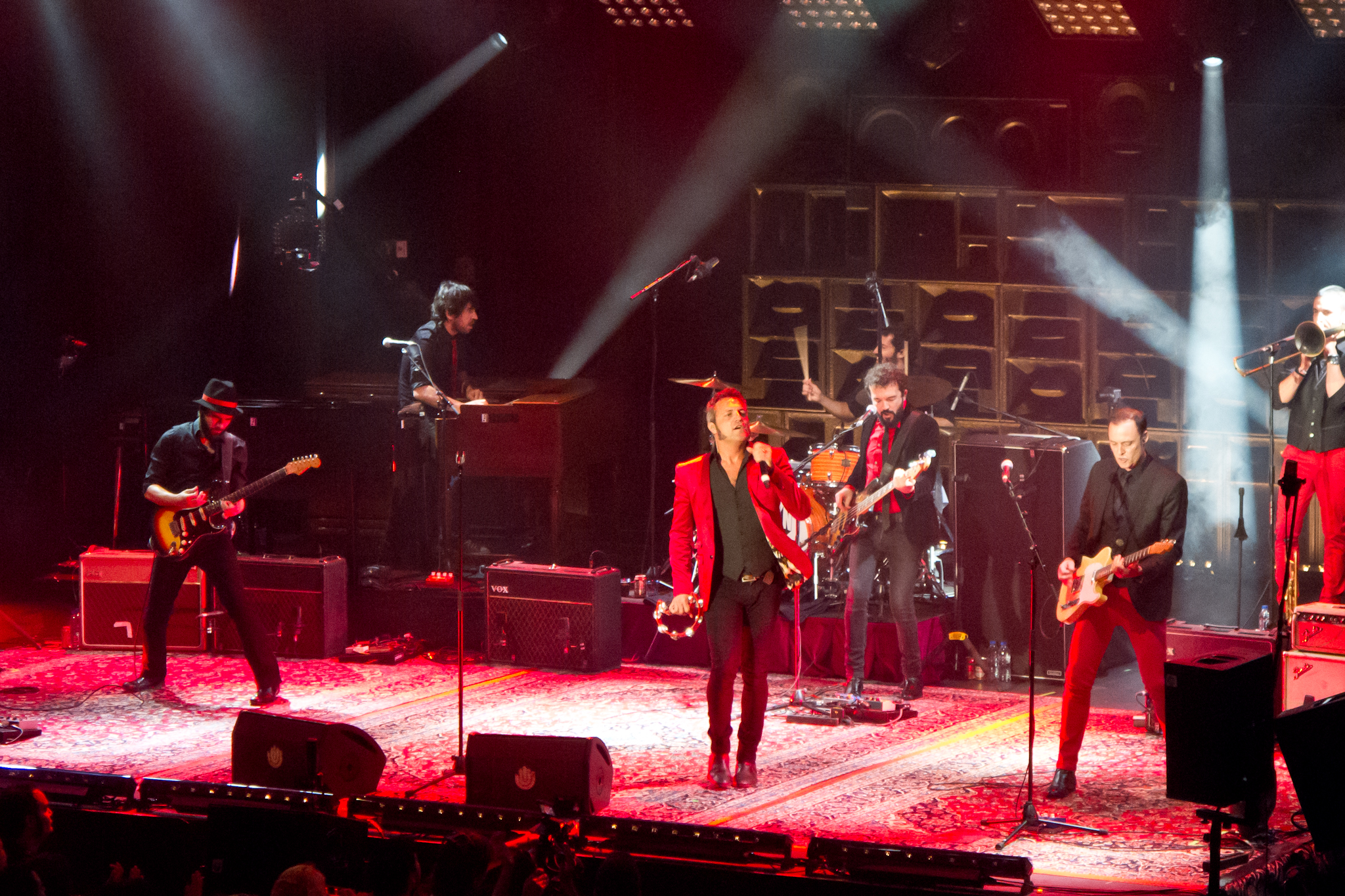
M Clan en el Teatro Circo Price a Madrid en 2014.

Amb una formació molt similar van publicar el seu següent treball, Arenas movedizas, el 6 de novembre de 2012, després d'una llarga gira que els haia portat fins a Amèrica del Sud i havia finalitzat la primavera d'aquell mateix any. Unes setmanes després del llançament d'aquest vuitè disc d'estudi van començar una nova gira per a presentar els nous temes, dels quals el primer senzill va ser «Escucha mi voz», llançat el 9 d'octubre, estil del qual guardava certa continuïtat amb el so de l'àlbum predecessor, essent fins i tot quelcom més roquer.

## Discografia

### D'estudi
- Un buen momento (1995)
- Coliseum (1997)
- Usar y tirar (1999)
- Defectos personales (2002)
- Sopa fría (2004)
- Memorias de un espantapájaros (2008)
- Para no ver el final (2010)
- Arenas movedizas (2012)

### En directe
- Sin enchufe (2001)
- Dos Noches en el Price (2014)

### Recopilacions
- Retrovisión (2006, amb dues cançons noves)